# Hábito (botánica)
Hábito, en botánica, se refiere al aspecto general y modo de crecimiento de una planta. Principalmente, a si la planta es una hierba, arbusto, enredadera o árbol; si ella o cuál de sus partes es anual, bienal o perenne; y cuáles son sus partes leñosas, suculentas, o reservantes de nutrientes.